# La Murette
La Murette ist eine französische Gemeinde mit 1.838 Einwohnern (Stand: 1. Januar 2022) im Département Isère in der Region Auvergne-Rhône-Alpes. Sie gehört zum Arrondissement Grenoble und zum Kanton Voiron. Die männlichen Einwohner werden Muretins, die weiblichen Muretines genannt.

## Geographie
Die Gemeinde La Murette liegt am Fluss Fure, vier Kilometer nordwestlich der Innenstadt von Voiron und etwa 28 Kilometer nordwestlich von Grenoble. Umgeben wird La Murette von den Nachbargemeinden Chirens im Norden, Voiron im Osten, Saint-Cassien im Süden, Réaumont im Südwesten sowie Saint-Blaise-du-Buis im Westen. Am Nordostrand der Gemeinde erhebt sich der 787 m hohe Grand Regardou.

## Bevölkerungsentwicklung
| Jahr                       | 1962 | 1968 | 1975 | 1982 | 1990 | 1999 | 2006 | 2013 | 2021 |
| -------------------------- | ---- | ---- | ---- | ---- | ---- | ---- | ---- | ---- | ---- |
| Einwohner                  | 679  | 759  | 832  | 1033 | 1322 | 1617 | 1731 | 1843 | 1840 |
| Quellen: Cassini und INSEE |      |      |      |      |      |      |      |      |      |

## Sehenswürdigkeiten

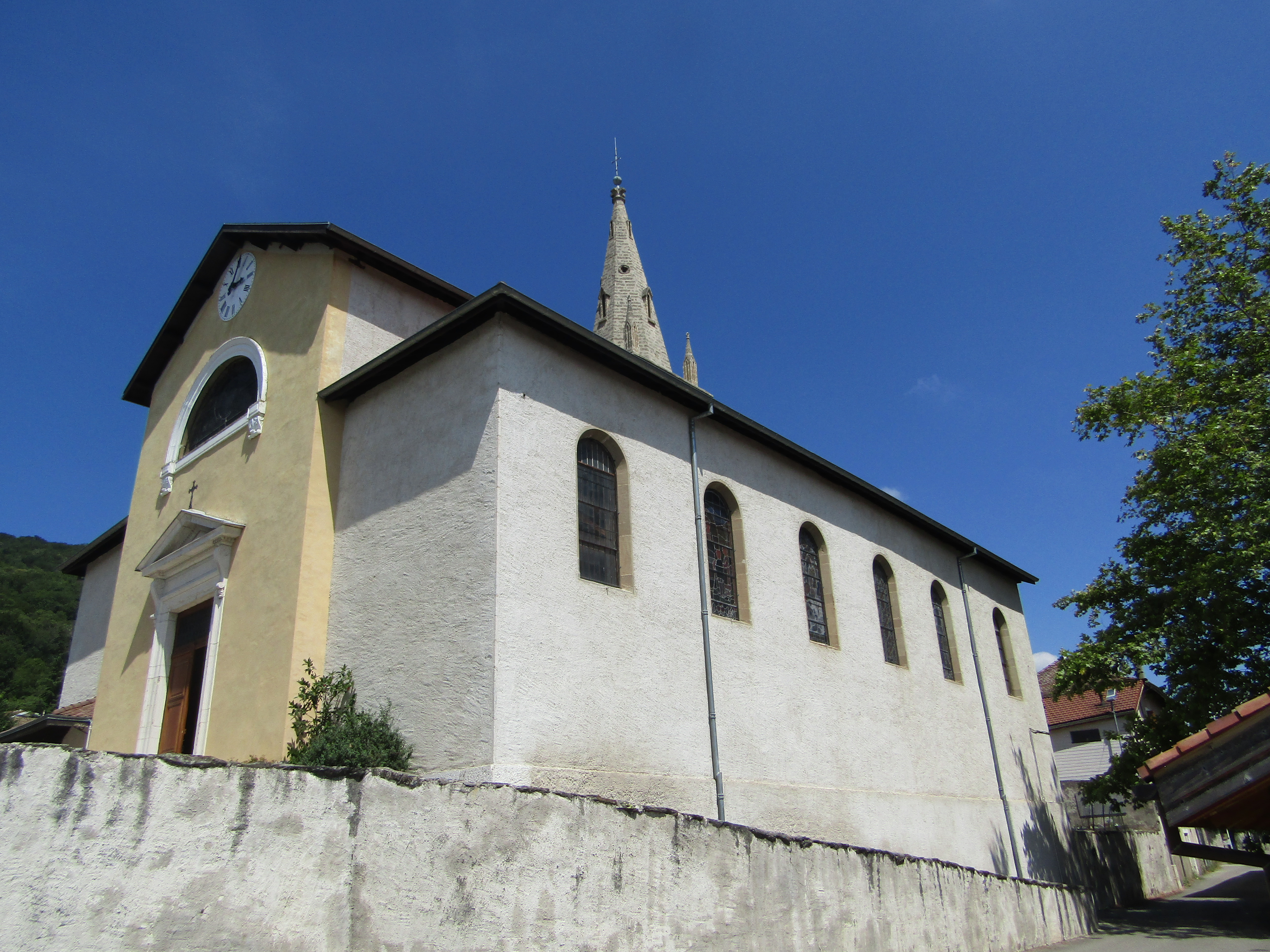
Kirche Saint-Martin
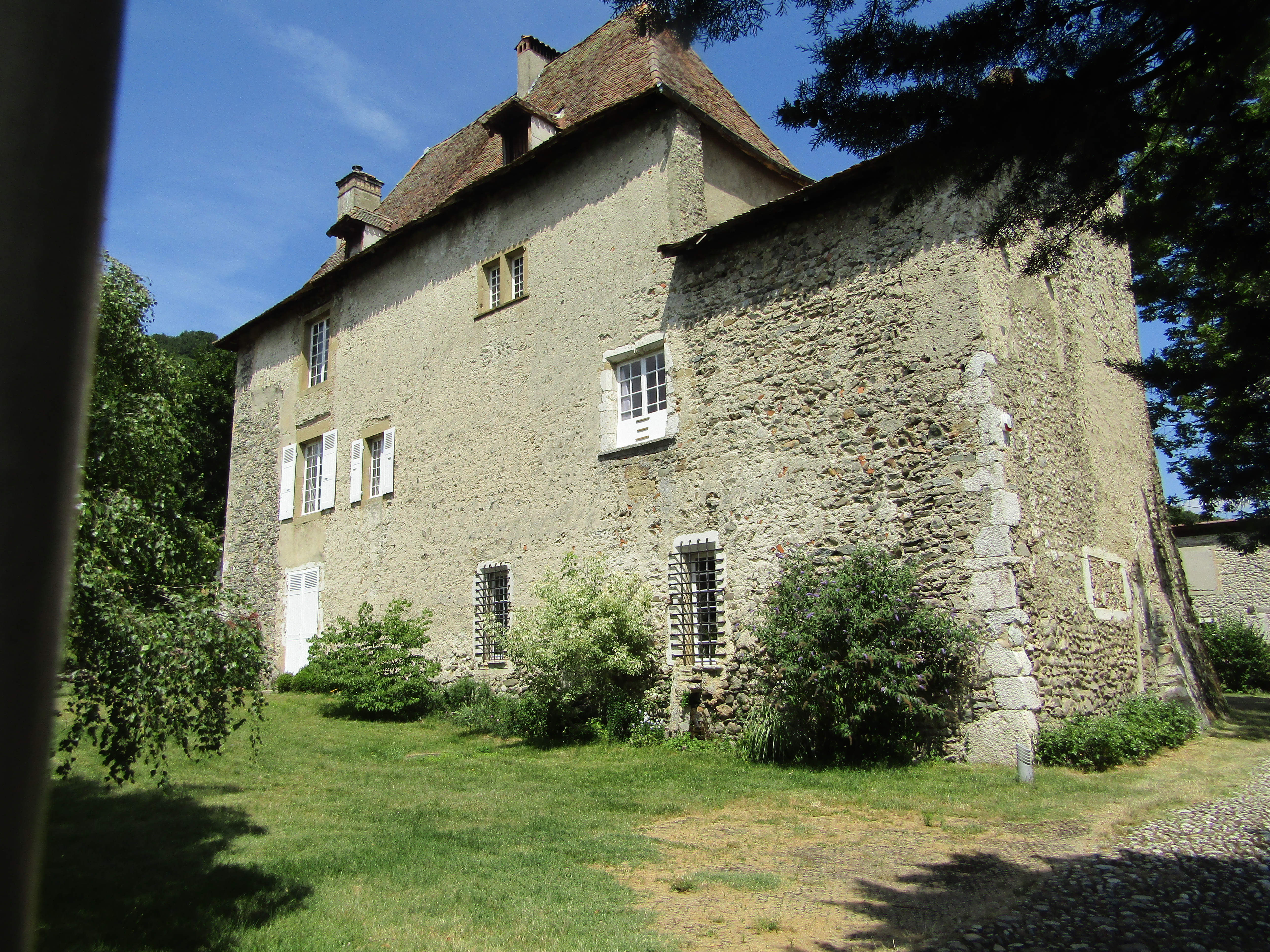
Schloss La Murette
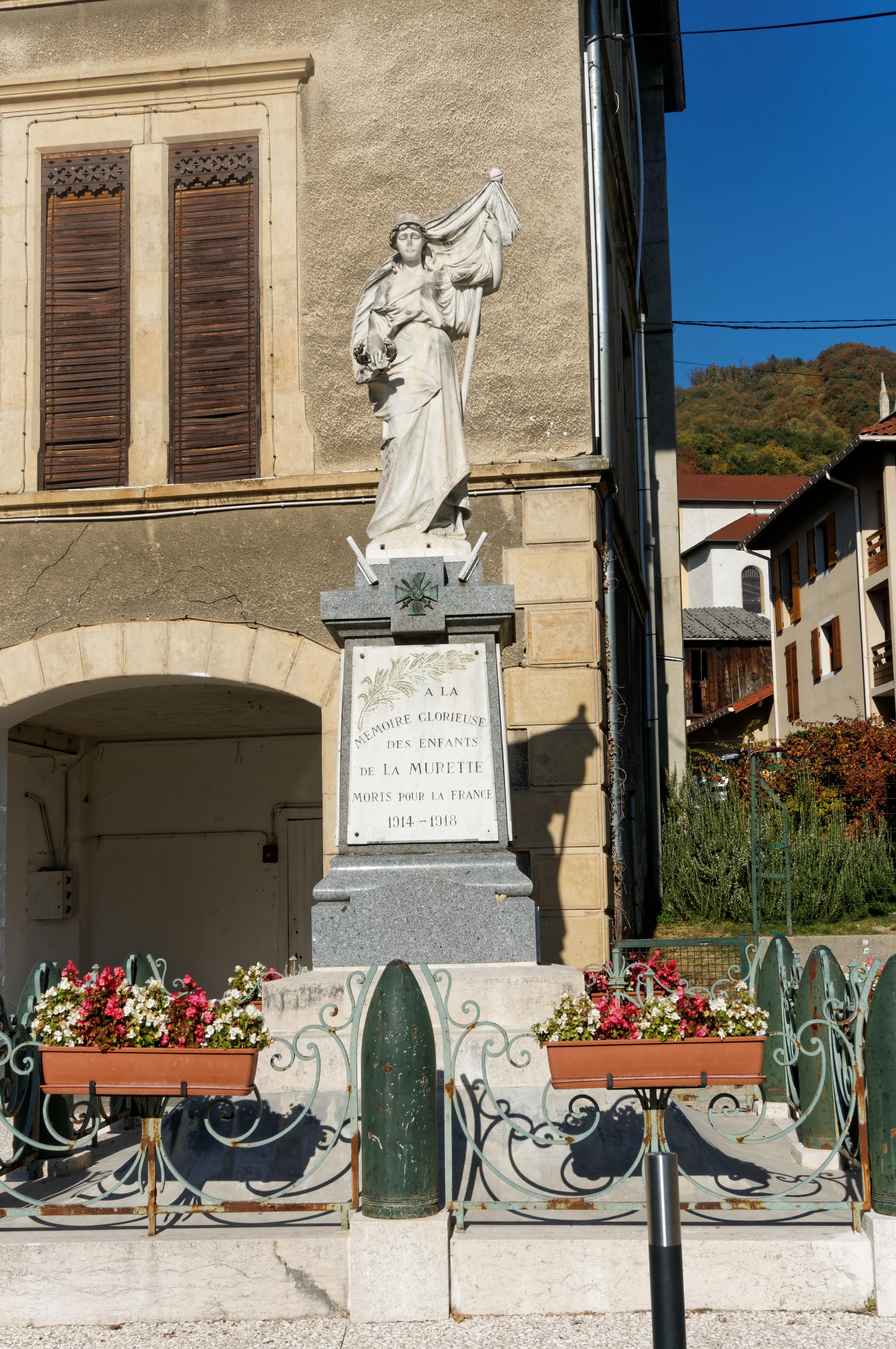
Gefallenendenkmal

- Kirche Saint-Martin
- Schloss La Murette
- Gefallenendenkmal

## Gemeindepartnerschaft
Mit der britischen Gemeinde Overton-on-Dee in der Grafschaft Clwyd (Wales) besteht seit 1994 eine Partnerschaft.